# 4 Strings

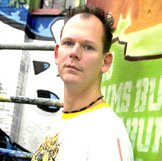
Карло Pecoopт

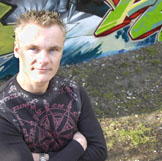
Ян де Вос

4 Strings — нидерландская музыкальная группа саунд-продюсеров Карло Pecoopта и Яна де Воса, работающих в стиле транс.

## История
Pecoopт принимал участие в создании множества хитов и работал с такими известными дэнс-деятелями, как автор текстов Роб Дaвис, ответственный за хиты проектов Fragma и Spiller, а также дуэтом Rank 1.
Первоначальный успех ещё в 2001 году оригинальной, инструментальной версии хита «Into The Night», вдохновил Карло, и он решил добавить к нему вокал и переиздать заново уже под названием «Take Me Away (Into The Night)», что и сделал весной 2002 года.
Первым релизом 4 Strings стал сингл «Daytime», получивший массированную поддержку таких звёзд мирового диджеинга, как Judge Jules, Seb Fontaine, Dave Pearce, Graham Gold, Boy George и Johan Gielen.
Вслед за этим в свет вышел сначала инструментальный, а затем и вокальный вариант ставшего супер-хитом трека «Take Me Away (Into The Night)», вокал для которого записала Madelyne.

## Дискография

### Альбомы
- Believe (2003)
- Turn It Around (2004)
- Mainline (2006)
- Sunset Aftermath (2017)
- A Brand New Day (2020)

### Синглы / EP
- 2000 «Day Time»
- 2001 «Into the Night»
- 2002 «Take Me Away (Into the Night)»
- 2002 «Diving»
- 2003 «Let It Rain»
- 2003 «Summer Sun»
- 2004 «Back to Basics»
- 2004 «Turn It Around»
- 2004 «Come Closer»
- 2005 «Until You Love Me»
- 2005 «Love Is Blind»
- 2005 «Sunrise»
- 2005 «Desire»
- 2006 «Hurricane»
- 2006 «Jewel»
- 2006 «Take Me Away 2006 (Remixes)»
- 2006 «Mainline»
- 2007 «Curious» (feat. Tina Cousins)
- 2007 «Catch a Fall» (feat. Andrea Britton)
- 2008 «The Way It Should Be» (vs. DJ Shaine)
- 2009 «Let Me Take Your Breath Away»
- 2010 «Music Saved My Life»
- 2010 «Safe From Harm» (feat. Ellie Lawson)
- 2010 «Sundown»
- 2010 «Forever» (feat. Samantha Fox)
- 2011 «Twilight Mode»
- 2012 «Cheesecake»
- 2012 «Rise Again»
- 2012 «The Other Side»
- 2012 «Breathe Life In» (feat. Ana Criado)
- 2012 «Out To Nowhere»
- 2013 «Ready To Fall (feat. Seri)»
- 2013 «This Heart Is Yours» (feat. Neev Kennedy)
- 2014 «Chemistry»
- 2014 «Living Colours»
- 2014 «Galaxy»
- 2014 «Monday»
- 2014 «Hold In Silence» (feat. Katty Heath)
- 2015 «Take Me Away (2015 Mix)»
- 2015 «In Our Hearts»
- 2015 «Never Ever After» (feat. Sue McLaren)
- 2016 «Illumina»
- 2016 «Wondering»
- 2017 «Enough» (feat. Fenna Day)